# Adelheid van Beuningen
Adelheid van Beuningen-Ferrier (Amsterdam, 16 mei 1932) is een Nederlandse historica en romanschrijfster.

## Biografie
Ferrier studeerde geschiedenis aan het University College London en werkte daarna vele jaren in het onderwijs. Zij debuteerde in 1999 op 67-jarige leeftijd met Terentia, een roman over het leven van de vrouw van de Romeinse staatsman en redenaar Cicero. Ook haar andere romans situeert Van Beuningen in het oude Rome: De villa van Clodia (2000), Asicius, de beklaagde (2003) en Porcia, vrouw van Brutus (2008). Al haar boeken werden oorspronkelijk in het Engels geschreven, maar in het Nederlands vertaald uitgegeven.
Ferrier werkte mee aan de uitgave over het familielandgoed van haar man Van Beuningen: Waar grond mensen verbindt. Geschiedenis van het familielandgoed Anderstein 1903-2003 (2003).

### Familie
Ferrier is een dochter van Andrew Christopher Ferrier (1903-1971), landeconoom in Engeland, en Adelheid Henriëtte Marie Asser (1910-2009), telg uit het geslacht Asser en kleindochter van prof. mr. Tobias Asser (1838-1913) en achterkleindochter van mr. Johan Rudolph Thorbecke (1798-1872) en wiens vrouw onder andere de voornaam Adelheid droeg en waarnaar haar moeder en zijzelf ook vernoemd zijn. Zij trouwde in 1956 met Johannes Maurits graaf van Limburg Stirum (1916-1978), telg uit het geslacht Van Limburg Stirum en bewoners van huis Spijkerbosch in Olst, met wie zij vier kinderen kreeg. In 1982 trouwde zij met Hendrik Jan van Beuningen (1920-2015), telg uit het geslacht Van Beuningen, die uit een eerder huwelijk vijf kinderen had.